# Энцелад (спутник)
Энцела́д (др.-греч. Ἐγκέλαδος, англ. Enceladus) — шестой по размеру спутник Сатурна и четырнадцатый по удалённости от него среди 274 известных его спутников (на март 2025 года). Обозначается как Сатурн II. Является семнадцатым по величине спутником в Солнечной системе. Был открыт в 1789 году Уильямом Гершелем, но оставался малоизученным до начала 1980-х годов, когда с ним сблизились два межпланетных зонда «Вояджер». Их снимки позволили определить его диаметр (около 500 км, или 0,1 от диаметра крупнейшего спутника Сатурна — Титана) и обнаружить, что Энцелад отражает больше солнечного света, чем какое-либо другое тело Солнечной системы. «Вояджер-1» показал, что орбита спутника проходит по наиболее плотной части рассеянного кольца Е и обменивается с ним веществом; по-видимому, это кольцо обязано Энцеладу своим происхождением. «Вояджер-2» обнаружил, что рельеф поверхности этого небольшого спутника очень разнообразен: там есть и старые сильно кратерированные области, и молодые участки (возраст некоторых не превышает 100 млн лет).
В 2005 году изучение Энцелада начал межпланетный зонд «Кассини», который получил более подробные данные о поверхности спутника и происходящих на ней процессах. В частности, был открыт богатый водой шлейф, фонтанирующий из южной полярной области (вероятно, такие ледяные фонтаны и сформировали кольцо E). Это открытие, наряду с признаками наличия внутреннего тепла и малым числом ударных кратеров в области южного полюса, указывает на то, что геологическая активность на Энцеладе сохраняется по сей день. Спутники в обширных спутниковых системах газовых гигантов часто попадают в ловушку орбитальных резонансов, которые поддерживают заметный эксцентриситет орбиты, что приводит к значительной либрации по долготе. Это, в свою очередь, порождает дополнительный вклад в приливное тепловыделение. У близких к планете спутников это может вызвать значительное нагревание недр, что в принципе может объяснять геологическую активность. Современные нам значения эксцентриситета и амплитуды либрации по долготе вполне достаточны для поддержания геологической активности на наблюдаемом уровне.
Энцелад геологически активен: это одно из трёх небесных тел во внешней Солнечной системе (наряду со спутником Юпитера Ио и спутником Нептуна Тритоном), на которых наблюдались активные извержения. Анализ выбросов указывает на то, что они выбиваются из подповерхностного жидкого водного океана. Вместе с уникальным химическим составом шлейфа это служит основой для предположений о важности Энцелада для астробиологических исследований. Открытие шлейфа, помимо прочего, добавило веса к аргументам в пользу того, что Энцелад — источник материи кольца Сатурна Е.
В 2011 году учёные NASA на «Enceladus Focus Group Conference» заявили, что Энцелад — «наиболее пригодное для такой жизни, какую мы знаем, место в Солнечной системе за пределами Земли».
Астробиолог Крис Маккей из Исследовательского центра NASA в Эймсе в 2011 году заявил, что в Солнечной системе только на Энцеладе обнаружены «жидкая вода, углерод, азот в форме аммиака и источник энергии». В 2014 году было объявлено, что анализ данных, полученных «Кассини», даёт основания предполагать существование океана под поверхностью спутника, сопоставимого по размеру с озером Верхнее.
В 2018 году учёные заявили об обнаружении сложных органических макромолекул в собранных «Кассини» образцах из струйного шлейфа Энцелада.

## Именование
Энцелад назван в честь гиганта Энкелада из древнегреческой мифологии. Это название (в числе имён первых семи открытых спутников Сатурна) предложил сын его первооткрывателя — Джон Гершель — в публикации от 1847 года «Результаты астрономических наблюдений, сделанных на мысе Доброй Надежды». Он выбрал эти названия по той причине, что Сатурн, известный в древнегреческой мифологии как Кронос, был предводителем гигантов.
Деталям рельефа Энцелада дают имена, взятые из сборника рассказов «Тысяча и одна ночь». Кратеры называют в честь его персонажей, а другие структуры — борозды (fossae), гряды (dorsa), равнины (planitiae) и рытвины (sulci) — в честь упомянутых там географических объектов. По состоянию на 2020 год на карте Энцелада фигурируют 85 названий, из которых 22 Международный астрономический союз утвердил в 1982 году, после пролёта двух КА «Вояджер», а остальные — начиная с 2006 года, на основании снимков «Кассини». Примеры утверждённых названий — кратер Аладдин, борозда Дарьябар, рытвины Самарканд и равнина Сарандиб.

## Исследования

### Открытие Гершелем
Энцелад был открыт 28 августа 1789 года Уильямом Гершелем в ходе первых наблюдений на 1,2-метровом телескопе (первом в мире по диаметру на то время), хотя неуверенно наблюдался им ещё в 1787 году в 16,5-сантиметровый телескоп. Из-за слабого блеска (+11,7m) и близости к гораздо более яркому Сатурну и его кольцам Энцелад трудно наблюдать с Земли. Для этого нужен телескоп с диаметром зеркала не меньше 15-30 см (в зависимости от атмосферных условий и светового загрязнения). Как и многие другие спутники Сатурна, открытые до начала космической эры, Энцелад был обнаружен во время пересечения Землёй плоскости колец (равноденствия на Сатурне). Поскольку кольца в это время наблюдаются с ребра и почти не видны, спутники легче заметить.
Со времён Гершеля до полётов «Вояджеров» новых данных об Энцеладе появилось мало (но, в частности, был обнаружен водяной лёд на его поверхности).

### Миссия «Вояджер»
Два космических аппарата серии «Вояджер» получили первые снимки Энцелада крупным планом. 12 ноября 1980 «Вояджер-1» стал первым аппаратом, пролетевшим мимо Энцелада. Так как расстояние между ним и спутником было довольно большое — 202 000 километров — изображения получились с очень плохим разрешением. Но на них заметна высокая отражательная способность поверхности и отсутствие на ней крупных кратеров, что указывает на её молодой возраст и на существование современной или недавней геологической активности. Кроме того, «Вояджер-1» подтвердил, что Энцелад расположен в плотной части диффузного Е-кольца Сатурна. Учитывая редкость кратеров на поверхности, значительное количество материала, которое необходимо для перекрытия этих деталей рельефа, и незначительную гравитацию спутника, учёные предположили, что Е-кольцо может состоять из частиц, выбрасываемых с поверхности Энцелада.
26 августа 1981 года «Вояджер-2» прошёл гораздо ближе к Энцеладу, чем предыдущий корабль (в 87 010 километрах), что позволило сделать более качественные фотографии. На них видно, что некоторые участки поверхности спутника кратерированы намного сильнее других, что указывает на их намного больший возраст. Например, в северном полушарии на средних и высоких широтах кратеров намного больше, чем на низких. Такая неоднородная поверхность контрастирует с однородной, сильно кратерированной поверхностью Мимаса — немного меньшего спутника Сатурна. Молодость поверхности Энцелада стала неожиданностью для научного сообщества, потому что ни одна теория в то время не могла предсказать, что такое небольшое (и холодное по сравнению с высокоактивным спутником Юпитера Ио) небесное тело может быть таким активным. Однако «Вояджеру-2» не удалось выяснить, активен ли Энцелад сейчас и служит ли он источником частиц кольца Е.

### Кассини-Гюйгенс
1 июля 2004 года на орбиту Сатурна вышла автоматическая межпланетная станция «Кассини». Исходя из результатов «Вояджера-2», Энцелад рассматривался как приоритетная цель, и потому было запланировано несколько сближений с ним на расстояние до 1500 километров, а также множество наблюдений с расстояния до 100 000 километров (список приводится в таблице). «Кассини» обнаружил, в частности, выбросы водяного пара и сложных углеводородов из южной полярной области. Это дало основания для предположений о наличии жизни в подлёдных слоях Энцелада.
В 2007 году группа учёных разработала математическую модель ледяных гейзеров, выбрасывающих на высоту сотен километров водяной пар и частицы пыли. Модель предполагает наличие жидкой воды под поверхностью спутника.
14 марта 2008 года «Кассини», во время тесного сближения с Энцеладом, собрал данные о его водяных выбросах, а также прислал на Землю новые снимки этого небесного тела. 9 октября 2008 года, пролетая сквозь струи выбросов гейзеров Энцелада, «Кассини» собрал данные, указывающие на наличие жидкого океана под ледяной коркой. В июле 2009 года от «Кассини» получены и опубликованы детализированные данные химического состава этих выбросов, подтверждающие версию о жидком океане как их источнике.
В начале марта 2011 года учёные установили, что тепловая мощность Энцелада значительно выше, чем считалось до этого.
В июне 2011 года группа учёных из Университета Гейдельберга (Германия) обнаружила, что под застывшей корой Энцелада находится океан и пришла к выводу, что вода в подземном океане спутника — солёная.
В 2013 году астроном Мэтт Хедман с коллегами из Корнеллского университета проанализировали 252 снимка «Кассини», где были запечатлены гейзеры Энцелада между 2005 и 2012 годами, и сумели показать связь между приливной силой и активностью Энцелада. На снимках обнаружилось, что при движении Энцелада от апоцентра к перицентру яркость струй падает на три порядка. Кроме того, учёные отметили, что интенсивность выбросов в промежутке между 2005 и 2009 годом уменьшилась в два раза. Данные, полученные в результате анализа, вполне соответствуют геофизическим расчётам, указывающим на то, что трещины в ледяной поверхности спутника во время его максимального удаления от планеты должны испытывать максимальное напряжение и, вероятно, расширяться.
Открытия «Кассини» уже стимулировали разработку проектов исследования Энцелада следующими миссиями. NASA и ESA готовят совместный проект по изучению лун Сатурна — Titan Saturn System Mission (TSSM), где, в числе прочего, будет изучаться и Энцелад. Предполагаемая в 2030-х гг. миссия должна будет пролететь сквозь выбросы криовулканов и не предусматривает спускаемых аппаратов.

## Размеры и масса
Средний диаметр Энцелада — 504,2 км. Это шестой по размеру и массе спутник Сатурна после Титана (5150 км), Реи (1530 км), Япета (1440 км), Дионы (1120 км) и Тефии (1050 км). За ним следует Мимас (397 км). Эти 7 объектов, в отличие от всех меньших спутников Сатурна, имеют довольно правильную шарообразную форму. Таким образом, Энцелад — один из наименьших шарообразных спутников Сатурна.
Во втором приближении форма Энцелада описывается сплющенным трёхосным эллипсоидом. Его размер (по данным станции «Кассини») — 513,2(a)×502,8(b)×496,6(c) километров, где (a) — диаметр вдоль оси, направленной на Сатурн, (b) — диаметр вдоль касательной к орбите, (c) — расстояние между северным и южным полюсом. Погрешность этих данных — 0,2-0,3 км.

## Орбита
Энцелад — один из крупнейших внутренних спутников Сатурна и четырнадцатый по удалённости от планеты. Его орбита проходит по самой плотной части кольца Е — самого далёкого кольца Сатурна. Это очень широкое, но в то же время очень разреженное кольцо из микроскопических частиц льда или пыли, которое начинается у орбиты Мимаса и заканчивается около орбиты Реи.
Орбита спутника располагается на расстоянии в 237 378 км от Сатурна и 180 000 км от верхней границы его облаков, между орбитами Мимаса (меньшего спутника) и Тефии (более крупного). Энцелад обращается вокруг Сатурна за 32,9 часа. В настоящее время Энцелад находится в орбитальном резонансе 2:1 с Дионой. Этот резонанс помогает поддерживать эксцентриситет орбиты Энцелада (0,0047), который приводит к регулярному изменению величины приливных сил и, как следствие, к приливному нагреву недр спутника, что обеспечивает его геологическую активность.
Как и большинство спутников Сатурна, Энцелад вращается вокруг него синхронно собственному движению по орбите. Таким образом, он постоянно обращён к планете одной стороной. В отличие от Луны, Энцелад не проявляет либрации вокруг своей оси вращения (по крайней мере, она не больше 1,5°). Тем не менее форма спутника указывает на то, что когда-то у него были либрации с периодом, вчетверо бо́льшим орбитального. Эта либрация, как и резонанс с Дионой, могли обеспечить Энцелад дополнительным источником тепла.

### Взаимодействие с кольцом Е
Кольцо Е — самое внешнее кольцо Сатурна. Оно состоит из микроскопических частиц льда или пыли и начинается с орбиты Мимаса, заканчиваясь около орбиты Реи, хотя некоторые наблюдения показывают, что оно простирается даже за орбиту Титана и, таким образом, его ширина — около 1 000 000 километров. Многочисленные математические модели показывают, что данное кольцо неустойчиво и время его жизни составляет от 10 000 до 1 000 000 лет, поэтому для его существования необходимо постоянное пополнение частицами.
Орбита Энцелада проходит по самой плотной области этого кольца. Эта область довольно узкая. Поэтому пополнение кольца веществом с Энцелада предполагалось ещё до полёта «Кассини». Его данные это подтвердили.
|  |  |  |

Есть два пути наполнения кольца Е частицами. Первый и, вероятно, главный источник частиц — криовулканические факелы южной полярной области Энцелада. Большинство их выбросов падает обратно на поверхность спутника, но некоторые частицы преодолевают его притяжение и попадают в кольцо Е, так как первая космическая скорость для Энцелада составляет всего 866 км/ч (0,24 км/с, для сравнения, у Земли этот показатель равен 7,9 км/с). Второй источник частиц — выбросы с поверхности Энцелада при ударах метеоритов. Это справедливо и для других спутников Сатурна, орбита которых проходит внутри кольца Е.

## Поверхность
|  |  |  |

Первые детальные снимки поверхности Энцелада получил «Вояджер-2». Исследование полученной мозаики высокого разрешения показало, что на спутнике есть по меньшей мере пять различных типов ландшафта, в том числе участки с кратерами, гладкие области и ребристые участки, часто граничащие с гладкими. На поверхности мало кратеров и много своеобразных желобков. Кроме того, там есть длинные трещины и уступы. Эти факты говорят о том, что поверхность Энцелада молодая (несколько сот миллионов лет) и/или недавно обновлённая. Видимо, это связано с его криовулканической активностью.
Энцелад состоит в основном из водяного льда и имеет почти белую поверхность с рекордной в Солнечной системе чистотой и отражательной способностью. Он отражает 0,81 ± 0,04 падающего излучения (болометрическое альбедо Бонда по данным «Кассини»; для видимого излучения есть оценка 0,9 ± 0,1, сделанная по данным «Вояджеров»). Соответственно, поглощение света поверхностью невелико, и её температура в полдень достигает только −200 °C (несколько холоднее, чем на других спутниках Сатурна). Геометрическое альбедо Энцелада (для зелёного света, 550 нм) равно 1,375 ± 0,008.
Автоматическая станция «Кассини», достигшая в 2004 году системы Сатурна, обнаружила фонтаны частиц льда высотой в многие сотни километров, бьющие из четырёх трещин в районе южного полюса Энцелада. Из этих частиц образуется «след», обращающийся уже вокруг самого Сатурна в виде кольца. Пока не вполне понятно, что является источником энергии для этой беспрецедентно сильной для столь малого спутника вулканической активности. Им могла бы быть энергия, выделяющаяся в ходе радиоактивного распада, однако в водяном фонтане были обнаружены пылевые частицы и небольшие льдинки. Для того чтобы «забросить» их на сотни километров вверх, требуется слишком много энергии. Возможно, недра Энцелада разогревают приливные волны, однако по сегодняшним оценкам, их энергия на два порядка меньше, чем требуется. В 2010 году учёные выяснили, что этот нагрев могла бы объяснить либрация при движении по орбите.
Температура поверхности днём — около −200 °C. В разломах южной полярной области она местами достигает около −90 °C. Наличие на Энцеладе таких участков и атмосферы, а также молодость поверхности говорит о наличии какого-то источника энергии, поддерживающего геологические процессы на спутнике.

### Ландшафт
«Вояджер-2» обнаружил на поверхности Энцелада несколько типов деталей рельефа тектонического происхождения: жёлоба, уступы, а также пояса впадин и хребтов. Исследования «Кассини» показывают, что тектоника — основной фактор, формирующий рельеф Энцелада. Самые заметные её проявления — рифты, которые могут достигать 200 километров в длину, 5—10 — в ширину и около километра в глубину.
|  |  |

Другое проявление тектонических процессов Энцелада — это полосы криволинейных борозд и гребней, открытые «Вояджером-2». Они часто отделяют гладкие равнины от кратерированных. Такие участки (например, рытвины Самарканд), напоминают некоторые участки Ганимеда, однако на Энцеладе их рельеф гораздо сложнее. Эти полосы часто идут не параллельно друг другу, а стыкуются под углом наподобие шеврона. В других случаях они приподняты, а вдоль них тянутся разломы и хребты. «Кассини» открыл в рытвинах Самарканд интересные тёмные пятна шириной 125 и 750 метров, которые идут примерно параллельно узким разломам. Эти пятна интерпретируются как провалы.
Кроме глубоких разломов и рельефных полос, на Энцеладе есть и ещё несколько типов ландшафта. На изображениях выше виден комплекс узких разломов (по несколько сотен метров шириной), открытых космической станцией «Кассини». Многие из этих разломов собраны в полосы, пересекающие кратерированные участки. Вглубь они распространяются, по-видимому, лишь на несколько сотен метров. На морфологию разломов, проходящих через кратеры, видимо, повлияли своеобразные свойства изменённой ударом поверхности: внутри кратеров разломы выглядят не так, как снаружи. Другой пример тектонических структур Энцелада — линейные впадины, впервые обнаруженные «Вояджером-2», и намного детальнее заснятые станцией «Кассини». Они пересекают участки различных типов, как, например, углубления и пояса хребтов. Это, по-видимому, одни из самых молодых деталей рельефа Энцелада (как и рифты). Но некоторые из них (как и близлежащие кратеры) выглядят сглаженными, что указывает на их больший возраст. Есть на этом спутнике и хребты, хотя они там не так развиты, как, например, на Европе. Их высота достигает одного километра. По распространённости на Энцеладе тектонических структур видно, что тектоника была на нём важным геологическим фактором в течение большей части его существования.

#### Ударные кратеры
Импактные события — обычное явление для многих объектов Солнечной системы. Большая часть Энцелада покрыта кратерами с различной концентрацией и степенью разрушенности.
«Кассини» сделал детальные снимки ряда кратерированных зон. На них видно, что многие кратеры Энцелада сильно деформированы вязкой релаксацией и разломами. Релаксация поверхности (выравнивание рельефных участков со временем) происходит под действием гравитации. Скорость, с которой это происходит, зависит от температуры: чем теплее лёд, тем легче он выравнивается. Кратеры с признаками вязкой релаксации имеют, как правило, куполообразное дно. Иногда они видны только благодаря приподнятой кромке. Яркий пример сильно релаксированного кратера — Дуньязада. Кроме того, многие кратеры Энцелада пересечены множеством тектонических разломов.

#### Гладкие равнины
Две гладкие равнины — Сарандиб и Дийяр — были открыты ещё «Вояджером-2». Они имеют в основном низкий рельеф и очень слабо кратерированы, что указывает на их относительно молодой возраст. На снимках равнины Сарандиб, сделанных «Вояджером-2», ударных кратеров не видно вообще. На юго-западе от неё есть ещё одна равнинная область, которую крест-накрест пересекают несколько впадин и уступов. Позже «Кассини» получил намного более детальные снимки этих гладких в первом приближении областей, и оказалось, что они пересечены множеством низких хребтов и разломов. Сейчас считается, что эти детали рельефа возникли из-за напряжения сдвига. На детальных фотографиях равнины Сарандиб, снятых «Кассини», видны и небольшие кратеры. Они позволили оценить возраст равнины. Его оценки (в зависимости от принятого значения скорости накопления кратеров) лежат в интервале от 170 миллионов до 3,7 миллиардов лет.
На снимках «Кассини», охватывающих неотснятые ранее участки поверхности, обнаружены новые гладкие равнины (особенно на ведущем полушарии). Эта область (подобно южной полярной области) покрыта не низкими хребтами, а многочисленными пересекающимися системами желобов и горных хребтов. Она находится на стороне спутника, противоположной равнинам Сарандиб и Дийяр. В связи с этим предполагается, что на распределение различных типов рельефа по поверхности Энцелада повлияло приливное воздействие Сатурна.

### Южный полярный регион
Изображения, полученные «Кассини» при сближении 14 июля 2005 года, показали своеобразную тектонически деформированную область, расположенную вокруг южного полюса Энцелада и достигающую 60° южной широты. Она испещрена разломами и хребтами. Там мало крупных ударных кратеров, из чего можно заключить, что это самый молодой участок поверхности Энцелада (и всех ледяных спутников среднего размера). По количеству кратеров возраст некоторых участков этой области оценивается в 500 000 лет, а возможно, и меньше. Вблизи центра данной области можно увидеть четыре разлома, ограниченных с обеих сторон хребтами. Они носят неофициальное название «тигровые полосы». Глубина их достигает 500 метров, ширина — двух километров, а протяжённость — 130 километров. В 2006 году они получили собственные названия: рытвины Александрия, Каир, Багдад и Дамаск. Эти разломы, по-видимому, — самые молодые детали околополярной области. Они окружены отложениями крупнозернистого водяного льда (который выглядит бледно-зелёным на спектрозональных снимках, полученных объединением изображений в ультрафиолетовом, зелёном и ближнем инфракрасном диапазоне). Такой же лёд виден и в других местах — в обнажениях и разломах. Его наличие указывает на то, что область достаточно молода и ещё не покрыта мелкозернистым льдом из Е-кольца. Результаты спектрометрии в видимой и инфракрасной области показывают, что зеленоватый лёд в тигровых полосах отличается по составу от льда других участков поверхности Энцелада. Спектрометрическое обнаружение свежего кристаллического водяного льда в полосах говорит о молодости этих участков (моложе 1000 лет) или их недавней переплавке. Кроме того, в тигровых полосах были найдены простые органические соединения, больше нигде на поверхности до сих пор не обнаруженные.
Один из таких районов «голубого» льда в южной полярной области был заснят с очень высоким разрешением во время пролёта 14 июля 2005 года. На фотографиях видно очень сильно деформированные участки, кое-где покрытые глыбами размером 10—100 метров.
Граница южной полярной области отмечена хребтами и долинами, образующими Y- и V-образные узоры или параллельными друг другу. Их форма, направление и расположение указывают на их образование из-за изменений формы спутника в целом. Есть два объяснения этих изменений. Во-первых, какой-то фактор мог уменьшить радиус орбиты Энцелада. Из-за этого уменьшился и его период обращения вокруг Сатурна, что привело (благодаря приливному захвату) к ускорению вращения и вокруг своей оси. Это вызвало сплющивание спутника. По другой версии, из недр Энцелада к поверхности поднялась большая масса тёплой материи, что привело к смещению коры относительно недр. После этого форма эллипсоида коры изменилась соответственно новому положению экватора. Но эти версии предсказывают одинаковые следствия для обоих полюсов, а фактически северная полярная область спутника сильно отличается от южной: она сильно кратерированная и, значит, довольно старая. Возможно, это различие объясняется разницей толщины коры в этих областях. На существование такой разницы указывает морфология Y-образных разрывов и V-образных выступов вдоль края южной полярной области, а также возраст прилегающих участков. Y-образные разрывы и продолжающие их разломы, идущие вдоль меридианов, приурочены к относительно молодым участкам с предположительно тонкой корой. V-образные выступы прилегают к старым областям поверхности.

## Атмосфера
Атмосфера Энцелада очень разреженная, но по сравнению с атмосферами других небольших спутников Сатурна — довольно плотная. В ней 91 % составляет водяной пар, 4 % — азот, 3,2 % — углекислый газ, 1,7 % — метан. Гравитации этого маленького спутника не хватает для удержания атмосферы, следовательно, есть постоянный источник её пополнения. Таким источником могут быть мощные гейзеры или криовулканы.

## Внутренняя структура
До миссии «Кассини» об Энцеладе и его внутренней структуре было известно относительно мало. Станция помогла устранить эти пробелы и дала много информации, нужной для моделирования внутреннего строения Энцелада. Эти данные включают точное определение массы и формы (параметры трёхосного эллипсоида), снимки поверхности с высоким разрешением и некоторую информацию о геохимии спутника.
Оценка плотности Энцелада по результатам «Вояджеров» указывает на то, что он почти полностью состоит из водяного льда. Но по его гравитационному влиянию на аппарат «Кассини» рассчитано, что его плотность равна 1,61 г/см³ — больше, чем у других ледяных спутников Сатурна среднего размера. Это указывает на то, что Энцелад содержит больший процент силикатов и железа и, вероятно, его недра относительно сильно нагреваются от распада радиоактивных элементов.
Есть предположение, что Энцелад, как и другие ледяные спутники Сатурна, сформировался сравнительно быстро и, следовательно, в начале своего существования был богат короткоживущими радионуклидами (такими как алюминий-26 и железо-60). Их распад мог дать достаточно тепла для дифференциации недр спутника на ледяную мантию и каменное ядро (распад одних только долгоживущих радионуклидов не мог предотвратить быстрое замерзание недр Энцелада из-за его небольшого размера, несмотря на относительно высокую долю камня в его составе). Последующий радиоактивный и приливный нагрев могли поднять температуру ядра до 1000 К, что достаточно для плавления внутренней мантии. Но для поддержания современной геологической активности Энцелада его ядро тоже должно быть в некоторых местах расплавленным. Поддержание высокой температуры этих участков обеспечивает приливный нагрев, который и служит источником современной геологической активности спутника.
Чтобы выяснить, дифференцированы ли недра Энцелада, исследователи рассмотрели не только геохимические модели и его массу, но и форму его лимба. Геологические и геохимические данные указывают на наличие дифференциации. Но форма спутника согласуется с её отсутствием (в предположении, что он находится в гидростатическом равновесии). Но по наблюдаемой форме Энцелада можно предположить и другое: он дифференцирован, но не находится в гидростатическом равновесии, поскольку в недавнем прошлом вращался быстрее, чем сейчас.

## Подповерхностный океан
Переданные «Кассини» в 2005 году снимки гейзеров, бьющих из «тигровых полос», дали повод говорить о возможном наличии под ледяной корой Энцелада полноценного океана жидкой воды.
В 2014 году были опубликованы результаты исследований, согласно которым на Энцеладе существует подповерхностный океан. В основу этого вывода легли измерения гравитационного поля спутника, сделанные во время трёх близких (менее 500 км над поверхностью) пролётов «Кассини» над Энцеладом в 2010—2012 годах. Полученные данные позволили учёным достаточно уверенно утверждать, что под южным полюсом спутника залегает океан жидкой воды. Размер водной массы сопоставим с североамериканским озером Верхним, площадь составляет около 80 тыс. км² (10 % от площади Энцелада), толщина — около 10 км, а глубины залегания — 30-40 км. Он простирается от полюса до 50-х градусов южной широты. Температура его верхних слоёв может составлять около −45°С и с ростом глубины достигать 0…+1 °С, что сравнимо с температурой земных арктических и антарктических вод. Дно, предположительно, каменное. Есть ли вода под северным полюсом Энцелада, остаётся неясным. Наличие же воды на южном полюсе объясняется особенностями приливного разогрева спутника гравитационным воздействием Сатурна, которое обеспечивает существование воды в жидком виде, даже несмотря на то, что температура поверхности Энцелада в основном не превышает около −200°С. По имеющимся оценкам, температура океана может превышать 90°С. В начале 2015 года подтвердились свидетельства активности горячих гейзеров на его дне.
В 2015 году астрофизики Корнеллского университета на основе данных «Кассини», полученных за семь лет исследований, начиная с 2004 года, уточнили модель подповерхностного океана. Согласно новым исследованиям, опубликованными в журнале Icarus, под поверхностью Энцелада находятся не отдельные водоёмы, а глобальный водяной океан, обособленный от поверхности ядра. На это указывает большая амплитуда физической либрации Энцелада: если бы его внешний слой был жёстко скреплён с ядром, она была бы меньше.
В 2015 году планетологи из Японии, Германии и США опубликовали в журнале Nature Communications исследование, согласно которому океан Энцелада является или очень древним, возникшим вместе с формированием Сатурна, или стал жидким относительно недавно, около 10 миллионов лет назад, в результате смены орбиты или столкновения с каким-то крупным объектом, растопившим часть вод и запустившим реакции окисления на границе между ядром и океаном.
Согласно результатам анализа данных пролёта «Кассини» над южным полюсом Энцелада 6 ноября 2011 года, опубликованным в 2017 году, средняя толщина ледяного слоя над океаном составляет не 18-22 и даже не 5 км, как считалось раньше, а всего 2 км.
В 2020 году была опубликована статья группы астрономов во главе с Розенн Робидель из Нантского университета, в которой описывается новое подтверждение геологической активности Энцелада. На основе анализа данных, собранных инструментом VIMS зонда «Кассини» за период 2004—2017 гг, учёные смогли определить местоположение областей с молодым чистым льдом, который указывает на горячие точки на дне подповерхностного океана спутника.
В 2021 году вышла статья группы планетологов во главе с Аной Лобо из Калифорнийского технологического института, в которой учёные предположили, что внутри океана могут действовать процессы глобальной циркуляции, переносящие тепло и различные вещества со дна в вышележащие слои воды, от полюсов к экватору.

### Гейзеры
О существовании гейзеров на спутнике Сатурна, бьющих из трещин на южном полюсе («тигровых полос») на высоту 250 км, стало известно в 2005 году.
Состав выбросов из южной полярной области Энцелада по данным масс-спектрометра INMS АМС «Кассини»:
- Вода — 93 ± 3 %
- Азот — 4 ± 1 %
- Диоксид углерода — 3,2 ± 0,6 %
- Метан — 1,6 ± 0,6 %
- Аммиак, ацетилен, синильная кислота, пропан — следы (<1 %)[72]

Содержание прочих соединений замерить не представляется возможным из-за ограничения на молекулярную массу <99.
Водяные выбросы из трещин («тигровые полосы») являются горячими и содержат частицы диоксида кремния — главного компонента почти всех земных горных пород.
В 2016 году была опубликована статья учёных из Калифорнийского и Чикагского университетов, в которой объясняется возникновение гейзеров. Согласно расчётам исследователей, гейзеры должны представлять собой набор параллельных прямоугольных щелей длиной около 130 км и глубиной около 35 км. При таких параметрах турбулентные потоки воды должны нагревать её, тем самым предотвращая оледенение гейзеров во время извержения.
В 2018 году была опубликована статья группы астрономов, в которой указывается, что по результатам анализа данных инструментов CDA и INMS «Кассини» в шлейфах гейзеров обнаружены крупные органические молекулы с массами до 200 атомных единиц массы, состоящие из атомов углерода, водорода, кислорода и азота. В спектрах также были обнаружены линии, соответствующие фрагментам бензола, а также ионам, содержащим атомы азота и кислорода. Кроме того, были найдены кластерные катионы, характерные для водяного льда. Такие крупные молекулы могут образовываться только в ходе сложных химических процессов, например, в результате гидротермальной активности, в условиях высоких давлений и температур.

### Вероятность существования жизни
Наряду с Европой Энцелад считается одним из самых вероятных мест в Солнечной системе для существования внеземной микробной жизни (в силу этой версии говорят множество косвенных признаков: подтверждение существования океана жидкой воды достаточно неглубокого залегания, сопоставимого с Марианской впадиной, наличие скалистой сердцевины из силикатов, органические соединения в составе воды и её высокая щёлочность, а также прямые свидетельства гидротермальной активности).
В мае 2015 года в журнале Geochimica et Cosmochimica Acta вышла статья учёных из института Карнеги, в которой были опубликованы результаты по определению кислотности жидкости, выбрасываемой гейзерами Энцелада. Модель океана, построенная авторами исследования на основе данных, полученных масс-спектрометрами и газоанализаторами «Кассини» показывает, что в веществе струй гейзеров, а, следовательно, и в водах подповерхностного океана, содержится большое количество растворённой поваренной соли и соды. Они обладают очень щелочной средой, с pH порядка 11-12, сопоставимой с растворами аммиака (уже при pH 11 выживают лишь немногие бактерии и грибы). Похожим составом растворённых веществ обладают озеро Моно в Калифорнии и Магади в Кении, в которых обитают как одноклеточные так и многоклеточные организмы, в том числе различные рачки.
В апреле 2017 года в журнале Science была опубликована статья «Cassini finds molecular hydrogen in the Enceladus plume: Evidence for hydrothermal processes», в которой был описан состав жидкости гейзеров, согласно обработанным данным с масс-спектрометров «Кассини» во время его пролёта 28 октября 2015 года с расстояния в 49 км над трещинами («тигровыми полосами») на южном полюсе. Помимо воды, углекислого газа метана и аммиака учёные обнаружили большое количество водорода (примерно 1/100 от количества воды). Анализ состава указывает, по словам геологов, на активные гидротермальные процессы в океане Энцелада. Помимо генерации водорода на дне океана, вероятно, происходят процессы восстановления углекислого газа до метана, а подобные гидротермальные реакции схожи с активностью древних океанов Земли, которая стала источником энергии для первых организмов.
В феврале 2018 года в журнале Nature Communications была опубликована статья «Biological methane production under putative Enceladus-like conditions» учёных из Венского университета, в которой указывается, что некоторые виды архей, в частности метаногены, могут выживать в условиях океана Энцелада: по мнению авторов исследования, источником энергии для микробов будут служить диоксид углерода и водород — последний может вырабатываться в результате химических реакций в ядре спутника.
Аппаратура «Кассини» не могла выявить следы жизни, поскольку на момент проектирования миссии никто не подозревал о необходимости проведения соответствующих исследований. В будущих экспедициях предполагается провести спектрографические исследования гейзеров, чтобы получить подробную информацию о составе воды. Не исключён анализ in situ и даже использование погружаемого аппарата без предварительного бурения ледяной коры, если подтвердятся расчёты Института исследования космоса в Боулдере (США), согласно которым вода, поступающая из подповерхностного океана, несмотря на недельный цикл подъёма на 30-40 км, сохраняет достаточно тепла, чтобы в точке разлома не давать замёрзнуть трещинам метровой ширины.
В сентябре 2022 года в журнале PNAS была опубликована статья в которой предполагается, что в океане Энцелада может быть фосфор, необходимый для зарождения жизни. Учёные выполнили геохимическое моделирование, на основе данных «Кассини», чтобы предсказать, сколько фосфора может присутствовать в воде. Эти модели предполагают, что океан Энцелада должен быть относительно богат растворённым фосфором. Это означает, что теперь может быть больше уверенности в том, что океан Энцелада пригоден для жизни.

## Планируемые исследования
Концепты миссий к Энцеладу участвуют в отборах в рамках программ НАСА Discovery и New Frontiers, но неизменно проигрывают конкурентам. В рамках ближайших миссий по программе Discovery (миссии 15 и 16) уже выбраны миссии к Венере. Ближайший выбор миссии в рамках New Frontiers будет проходить не ранее 2024 года, ранее в рамках этой программы участвовали концепты The Enceladus Life Finder (ELF) и Enceladus Life Signatures and Habitability (ELSAH). В рамках отбора по программе Flagship missions концепты миссий к Энцеладу, в отличие от миссии к Европе, никогда не участвовали.
В период с 2022 года, после запуска телескопа «Джеймс Уэбб», Энцелад будет исследоваться инфракрасным инструментом NIRSpec для поиска биосигнатур (метан, метанол, этан) в гейзерах спутника. Однако, из-за большой удалённости Энцелада от Земли и его малых размеров, получить изображения спутника в высоком разрешении не удастся. Это станет возможно после 2027 года, когда в строй войдёт 39-метровый европейский Чрезвычайно большой телескоп.